# Michael Balter
Pour les articles homonymes, voir Balter.
Michael Balter, né le 28 avril 1976 à Prüm est un homme politique belge germanophone, membre de VIVANT.
Il a étudié le commerce extérieur; commerçant et associé gérant.

## Fonctions politiques
- 2009-     : membre du parlement germanophone.